# Nokia C5-00
Nokia C5-00 — первая модель C-серии компании Nokia. C5-00 — смартфон с поддержкой сообщений и социальных сетей с помощью приложений Facebook, Flickr и пр. C5-00 поддерживает многозадачность, имеет размер экрана 2,2 дюйма и камеру 3,2 мегапикселя. Также имеется модуль GPS и бесплатная навигация с помощью приложения Карты Ovi. Управляется операционной системой Symbian OS S60 третьего издания со вторым пакетом дополнений.
В наличии слот MicroSD с поддержкой карт до 16 ГБ. В комплекте с телефоном идет карта ёмкостью 2 ГБ. В режиме разговора заряда батареи хватает до 12 часов (GSM). Объём оперативной памяти 128 МБ.
Nokia C5-00 (RM-645) стал доступен по всему миру во втором квартале 2010 в белом, чёрном, красном, а также в тепло-сером цвете.
Формат телефона — моноблок весом 89,3 г. с батареей. Клавиатура, помимо цифровых клавиш, содержит 5-позиционную клавишу Navi, 2 функциональные клавиши, кнопки вызова, отбоя, очистки, меню. Также имеются боковые кнопки регулировки громкости. Есть возможность настройки интерфейса и звуковых схем.
Объявленное макс. время разговора — до 4,9 часов в сетях 3G и до 12 часов — в обычных GSM-сетях. Максимальное время ожидания — 630 и 670 часов соответственно. Макс. время прослушивания музыки — 34 ч. в режиме «Полёт» (то есть при котором в телефоне отключаются все коммуникационные модули).
Телефон имеет возможность подключения с помощью Bluetooth, есть 3,5-мм аудиоразъём и FM радио. Также может выступать в роли модема, имеет календарь, синхронизацию контактов с Microsoft Outlook, может заряжаться через разъём USB и есть возможность конференц-связи для троих участников.
В Nokia C5-00 используется браузер с поддержкой языка разметки XHTML, Flash Lite 3.0, потокового видео и RSS.
Камера в телефоне бесфокусная, со светодиодной вспышкой. Расстояние до объекта съемки желательно более полуметра. Интерфейс камеры — горизонтальный, содержит разнообразные настройки экспозиции, яркости, а также эффекты и баланс белого. Имеется встроенный редактор изображений. Съёмка видео ведётся с разрешением VGA (640×480) и не ограничена по длительности. В данной модели предусмотрена дополнительная фронтальная камера с меньшим разрешением для совершения видеозвонков.
Во втором квартале 2011 стала доступна обновлённая модель Nokia C5-00 5MP (Nokia C5-00.2 / RM-745) с 5-мегапиксельной камерой, 256 МБ ОЗУ, 512 МБ встроенной памяти и поддержкой карт памяти объёмом 32 ГБ.